# Rebecca Ferguson (énekesnő)
Rebecca Caroline Ferguson (Liverpool, 1986. július 21. –) brit soul énekesnő és dalszerző. 2010-ben második helyezett volt a brit X Factor hetedik évadában Matt Cardle mögött, ekkor tett szert népszerűségre. Heaven című debütáló albuma 2011 decemberében jelent meg, és 3. helyig jutott a brit albumlistán. További három albuma tudott még az első tíz közé kerülni: Freedom (2013), Lady Sings the Blues (2015) és a Superwoman (2016). Legismertebb dala a 2012-es "Glitter & Gold". Elmondása alapján Aretha Franklin, a Kings of Leon, Christina Aguilera és Amy Winehouse voltak rá hatással.

## Diszkográfia

### Nagylemezek
- Heaven (2011)
- Freedom (2013)
- Lady Sings the Blues (2015)
- Superwoman (2016)
- Heaven Part Two (2023)